# En agosto nos vemos
En agosto nos vemos es una novela póstuma del escritor colombiano Gabriel García Márquez que fue publicada en el 97 aniversario del nacimiento del autor, el 6 de marzo de 2024.

## Argumento
Cada mes de agosto Ana Magdalena Bach toma el transbordador hasta la isla donde está enterrada su madre para visitar la tumba en la que yace. Esas visitas acaban suponiendo una irresistible invitación a convertirse en una persona distinta durante una noche al año. 

## Composición
La novela en un principio fue pensada para ser un cuento. Después de múltiples reescrituras y versiones publicadas en diferentes medios la obra fue tomando mayores proporciones hasta convertirse en el borrador de una novela. El autor afirmó en el 2004 que se sentía “bastante satisfecho” del desarrollo de la protagonista pero no así del resultado final de la novela.Una vez más su ya conocido hábito de reescribir sus novelas hasta su completa satisfacción complicó la publicación de esta, que terminó archivándose y quedando inconclusa.
El borrador de la novela, que se encontraba en los archivos personales del autor en el Harry Ransom Center de la Universidad de Texas en Austin, fue seleccionado para publicarse por sus hijos Rodrigo y Gonzalo García Barcha en conmemoración de los diez años de su fallecimiento. Ellos dijeron: "En agosto nos vemos fue el fruto de un último esfuerzo por seguir creando contra viento y marea. Leyéndolo una vez más a casi 10 años de su muerte descubrimos que el texto tenía muchísimos y muy disfrutables méritos y nada que impida gozar de lo más sobresaliente de la obra de Gabo: su capacidad de invención, la poesía del lenguaje, la narrativa cautivadora, su entendimiento del ser humano y su cariño por sus vivencias y sus desventuras, sobre todo en el amor, posiblemente el tema principal de toda su obra”.